# Nju Siti (Čikago)
Nju Siti (engl. New City) je jedna od 77 gradskih oblasti u Čikagu. Nalazi se oko 8 kilometra južno od centra grada. Dva najpoznatija kvarta su: Back of the Yards i Canaryville.

## Istorija
Ova oblast je izgrađena početkom devetnestog veka. Na teritoriji ove oblasti nalazio se Union Stock Yards, koji je bio otvoren 1865. godine, a gde se vršilo pakovanje mesa. Industrija je privukla radnike, a je život u okolini bio težak. Prvi doseljenici su bili Irci i Nemci. Tokom osamdesetih godina devetnaestog veka došli su i Poljaci. U dvadesetom veku u ovu oblast su se doseljavali uglavnom Meksikanci i crnci.

## Populacija
- 1930. — 87.103
- 1960. — 67.428
- 1990. — 53.226
- 2000. — 51.721